# Marcos Aguinis
Marcos Aguinis (Río Cuarto, Córdoba, 13 de gener de 1935) és un polític i escriptor argentí en castellà, guanyador del Premi Planeta en 1970.

## Biografia
Es va formar en medicina, la psicoanàlisi, l'art i la història. En 1963 va aparèixer el seu primer llibre i, des de llavors, ha publicat quinze novel·les, disset llibres d'assaigs, quatre llibres de contes i dues biografies. En 1970 va assolir cert ressò en guanyar el Premi Planeta amb La Cruz Invertida.
Quan es va restablir la democràcia a Argentina al desembre de 1983, Marcos Aguinis va ser designat sotssecretari i després secretari de Cultura de la Nació; va recolzar al costat d'altres intel·lectuals la “primavera cultural” a través del Centro de Participación Política Va crear el PRONDEC (Programa Nacional de Democratització de la Cultura), que va obtenir el suport de la UNESCO i de les Nacions Unides, i va engegar intenses activitats participatives per conscienciar als individus sobre els drets, deures i potencialitats que es conreen en una real democràcia. Per la seva obra va ser nominat al Premio Educació per a la Pau de la UNESCO.

### Contes
- Operativo Siesta (1977)
- Y la rama llena de frutos: todos los cuentos. (1986)
- Importancia por contacto (1986)
- Todos los cuentos (1995)

### Biografies
- Maimónides, un sabio de avanzada (1963)
- El combate perpetuo (1981)

### Novel·les
- Refugiados: crónica de un palestino (1969)
- La cruz invertida (1970)
- Cantata de los diablos (1972)
- La conspiración de los idiotas (1978)
- Profanación del amor (1978)
- El combate perpetuo (1981)
- La Gesta del Marrano (1991)
- La matriz del infierno (1997)
- Los iluminados (2000)
- Asalto al paraíso (2002)
- La pasión según Carmela (2008)
- Liova Corre hacia el Poder (2011)
- La furia de Evita (2013)
- Sabra (2014, amb Gustavo Perednik)
- La novela de mi vida (2016)

### Assaigs
- Carta esperanzada a un General: puente sobre el abismo (1983)
- El valor de escribir (1985)
- Un país de novela. Viaje hacia la mentalidad de los argentinos (1988)
- Memorias de una siembra: Utopía y práctica del PRONDEC (Programa Nacional de Democratización de la Cultura) (1990)
- Elogio de la culpa (1993)
- Nueva carta esperanzada a un General (1996)
- Diálogos sobre la Argentina y el fin del Milenio. (amb Monsenyor Justo Laguna) (1996)
- Nuevos diálogos (amb Monsenyor Justo Laguna) (1998)
- El atroz encanto de ser argentinos (2001) (PDF castellano)
- El cochero (2001)
- Las dudas y las certezas (2001)
- Las redes del odio (2003)
- ¿Qué hacer? (2005)
- El atroz encanto de ser argentinos 2 (2007)
- ¡Pobre patria mia! (2009)
- El Elogio del Placer (2010)